# マルチェロ・マルピーギ

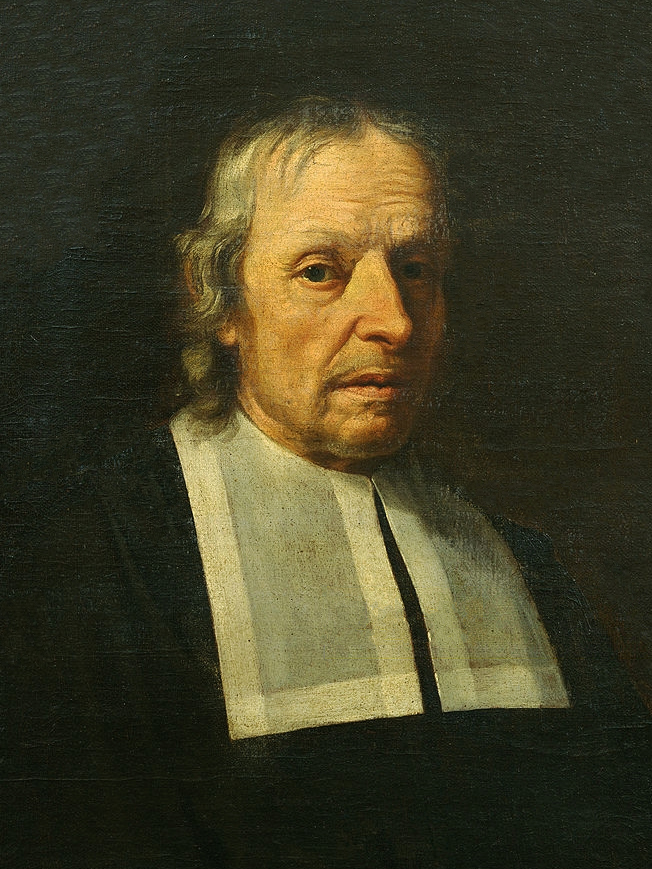
マルチェロ・マルピーギ

マルチェロ・マルピーギ(Marcello Malpighi, 1628年3月10日 - 1694年11月30日)は、イタリアの医者であるが、生物学的な研究で知られ、特に解剖学者、生理学者として有名。顕微鏡的な部位にいくつも名を残している。

## 初期の経歴
マルピーギはクレヴァルコーレで生まれ、両親の所有する農園で育ち、17歳の時にボローニャ大学に入り、アリストテレスの哲学を学び始める。彼の両親、および祖父母が死んだとき、家族を守るために二年にわたって学問をあきらめた。その後大学に戻り、1653年に医学博士となった。その翌年、彼の解剖学の教授の妹であった Francesca Massari と結婚した。彼女はその翌年死亡した。

## 大学での経歴
1656年、マルピーギは大学の医学実習の主席につくことを要請され、3年後に受諾したが、同年にピサ大学は彼のために理論的医学の主席の座をもうけた。彼はピサに3年間滞在し、それからボローニャに戻った。1661年にはメッシーナ大学から招聘され、4年間そこに滞在した。
マルピーギの研究成果の大部分はイギリスの王立協会の報告書に論文として出版された。その最初のものは1661年、カエルの肺に関するもので、彼は毛細血管の発見を報告している。1667年には ヘンリー・オルデンバーグが彼に定期的に王立協会と通信するように求め、翌年に彼はその会員となった。これはこのような評価がイタリア人に対して行われた最初の事例であった。

## ローマで
1691年、インノケンティウス12世にローマ教皇の内科医としてローマに招かれた。彼は内科医の学校で医学を教え、自身の研究に関する長い論文を書いた。これを彼は王立協会に寄付した。
マルピーギは1694年11月30日、卒中のためローマで死亡した。王立協会は彼の業績を1696年に出版した。

## ボローニャでの記念物

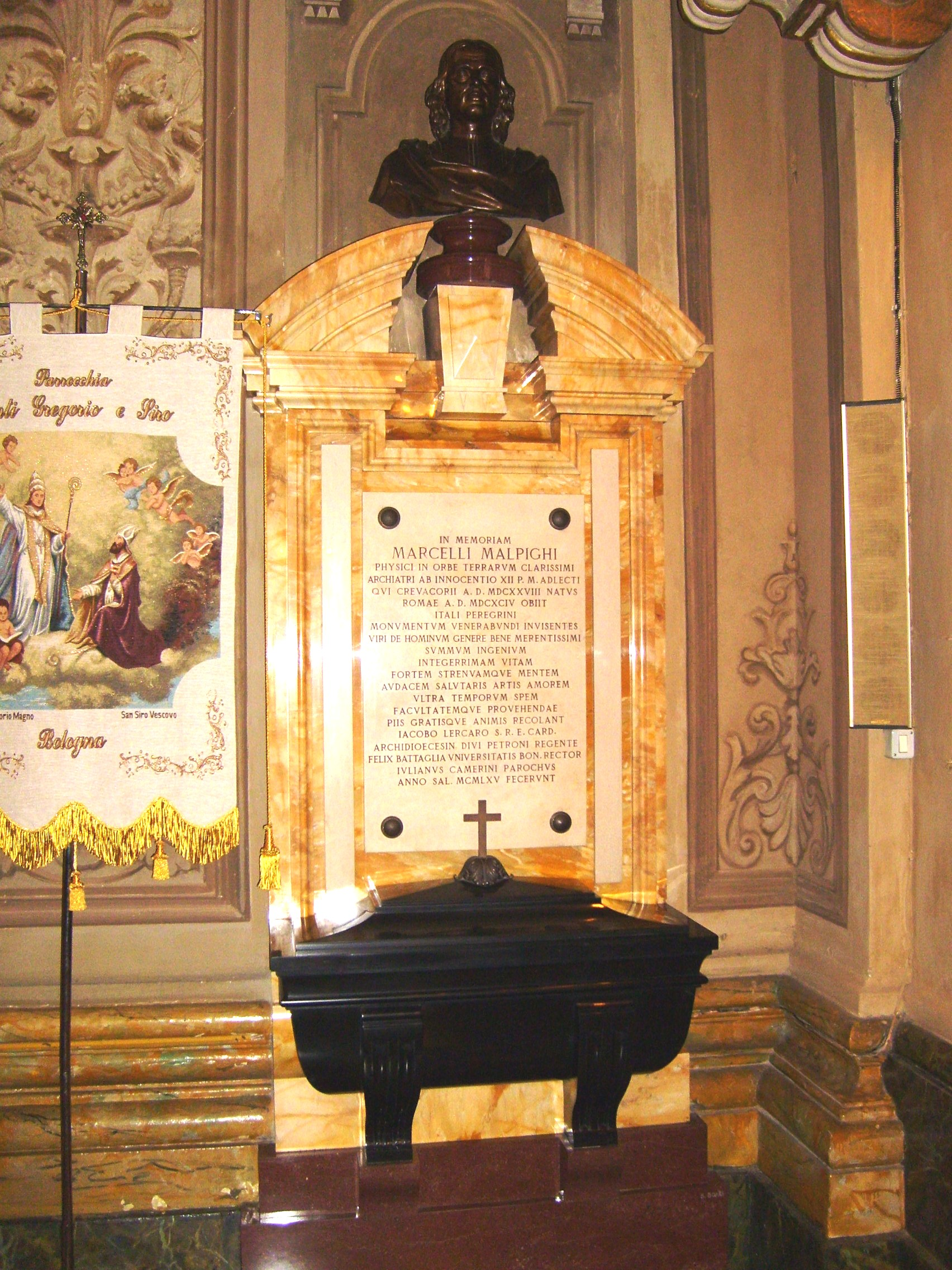
ボローニャにある霊廟

マルピーギの遺体はボローニャの Santi Gregorio e Siro の教会に埋葬され、そこでは現在、大理石の記念碑を見ることができる。そこにはラテン語の碑銘が書かれており、彼の “SUMMUM INGENIUMUM / INTEGERRIAM VITAM / FORTEM STRENUAMQUE MENTEM / AUDACEM SALUTARIS ARTIS AMOREM”（偉大な天分、栄光に包まれた人生、強くて曲がらない心、医術へのすばらしい愛）についての思い出が記されている。

## 業績

Opera omnia, 1687

マルピーギは解剖学に顕微鏡を用いてこの分野に大きな足跡を残した。マルピーギは顕微鏡解剖学の創設者、最初の組織学者と見なされている。彼はフックとは独立に、ほぼ同じ時期に細胞を見ている。多くの顕微鏡レベルの解剖学的な構造が彼にちなんで名付けられている。例えば皮膚の層（マルピーギ層）、二つの異なった構造（腎臓と脾臓）に与えられたマルピーギ小体の名、昆虫の排出器官であるマルピーギ管が有名である。
彼は皮膚、腎臓などを研究し、動物の種間で肝臓を比較検討した。肺胞も彼の発見になるところである。昆虫（特にカイコの幼虫）を観察して、彼らが肺ではなく皮膚にある細い穴（気管）を使って呼吸していることを発見し、それを tracheae と呼んだ。彼はまた、毛細血管が動脈と静脈をつないでいることを最初に発見した人である。毛細血管そのものは、彼の少し前にヘンリー・パワーが彼の著書に細い管が動脈と静脈をつないでいることを述べている。マルピーギは肺動脈に水を注入し、赤い血の後に透明な部分がついていき、肺動脈から肺静脈に流れることを確認した。これによって動脈から静脈への血液の循環が実際に確かめられた。これはウイリアム・ハーベーが明らかにできていなかった点である。
また人間の舌から味蕾を発見した。彼の研究の一部は生体解剖によって行われた。彼はまた、脳を解剖学的に研究し、この器官が腺であると結論づけた。現在の内分泌学の立場からは、この推論は誤りとされている。
また彼の論文である 'De polypo cordiss' は、血液の凝固とその構成を理解するために重要である。彼は、顕微鏡下で赤血球を観察した最初の人物であったかもしれない。彼は心臓の右側と左側で血液の凝固がどのように異なるかを記載している。彼はまた、ヒトの指紋の研究を行った最初の人物でもある。
彼はその時代ではまれな植物の研究者でもあった。彼の発見したことについて1671年に ”Anatomia Plantarum” という本を出版した。これはその時点ではもっとも網羅的な本であった。
彼は植物にも顕微鏡解剖学の手法を適用した。その結果、道管を発見しているが、彼はこれを昆虫の気管と同じものと判断し、同じ名(tracheae)で呼んだ。これはもちろん誤りであったが、この判断は動物と植物が基本的には同一の構造を持つ、という考えを彼がもっていたためであるようである。他方で、彼は植物の幹を環状にはぎ取る（環状除皮）ことにより、その上の側が輪状に膨大することを観察し、これを説明するために葉から栄養が降りてくるが、はぎ取った部位によってそれが止められるので、それが成長を促進するのだと結論づけた。アセロラを含むキントラノオ科ヒイラギトラノオ属（Malpighia）は彼を称えて命名された。
彼は顕微鏡の使用によって、発生学にも大きな足跡を残している。彼はニワトリ卵の内部での胚発生の研究に顕微鏡を使い、それまで見ることができなかったごく初期までを観察して詳細な図を残した。ただし発生の仕組みに関しては前成説を強く支持した。これは当時としては当たり前の考えであったから特に非難すべきことではないが、彼はなぜか顕微鏡観察によってごく小さなニワトリの形を観察してしまっているらしい。彼が何を見たのかは謎である。また、この分野でも彼は動物と植物が共通の特徴を持つとの判断を示している。